# Pierre Cance
Pierre Paul Jean Cance, né le 28 juin 1907 au Bousquet-d'Orb et mort le 25 juin 1988 à Montpellier, est un milicien français qui s'est engagé dans la Division Charlemagne, pour combattre aux côtés des Allemands,  durant la Seconde Guerre mondiale.
Restaurateur près de Montpellier, proche de la Cagoule, organisation d'extrême-droite qui voulait renverser la République, il est décoré de la Croix de guerre durant la bataille de France. Vichyste actif, il est nommé par Joseph Darnand, délégué général de la Milice en janvier 1943. En octobre 1943, il s'engage dans la Waffen SS et combat dans la division Charlemagne, unité SS composée de français entre autres il y avait Jean de Vaugelas, Georges Radici, Henri Fenet, Jean Bassompierre ou Edgar Puaud. Capturé par les alliés en mai 1945, il est condamné à mort par la justice française, peine commuée à la prison à perpétuité. Il est libéré en 1950.